# Dina Huapi
Dina Huapi es una localidad del departamento Pilcaniyeu; en la provincia de Río Negro, Argentina.

## Toponimia
Su nombre proviene de “dina”: Dinamarca; y del mapuche “huapi”: isla; "Isla Danesa", en referencia a los primeros inmigrantes europeos no españoles de la zona, que eran de ese origen. Isla es por su ubicación entre los ríos Ñirihuau, Limay y el lago Nahuel Huapi.

## Ubicación

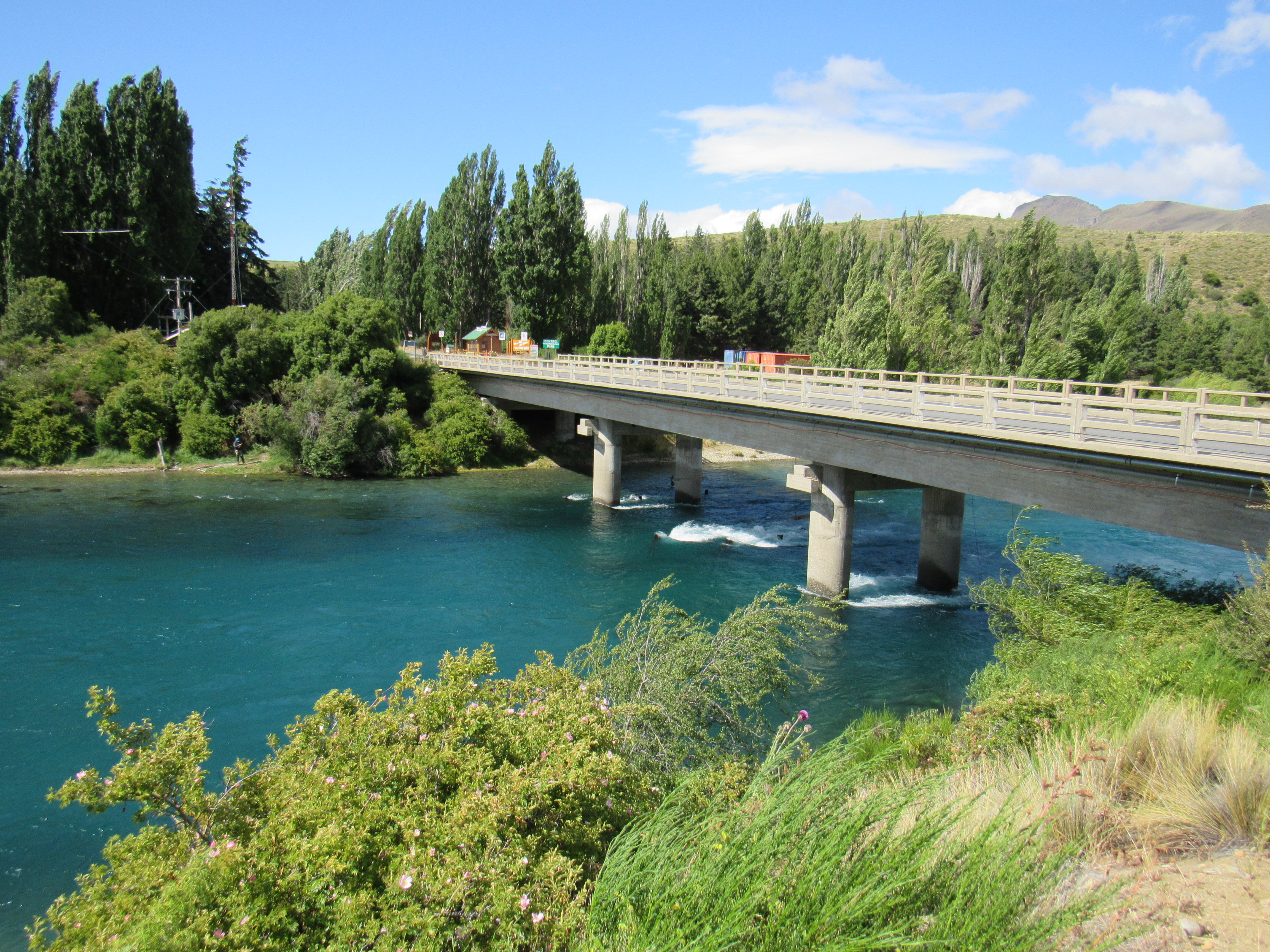
Puente de la ruta 40 sobre el río Limay que divide Río Negro de Neuquén.

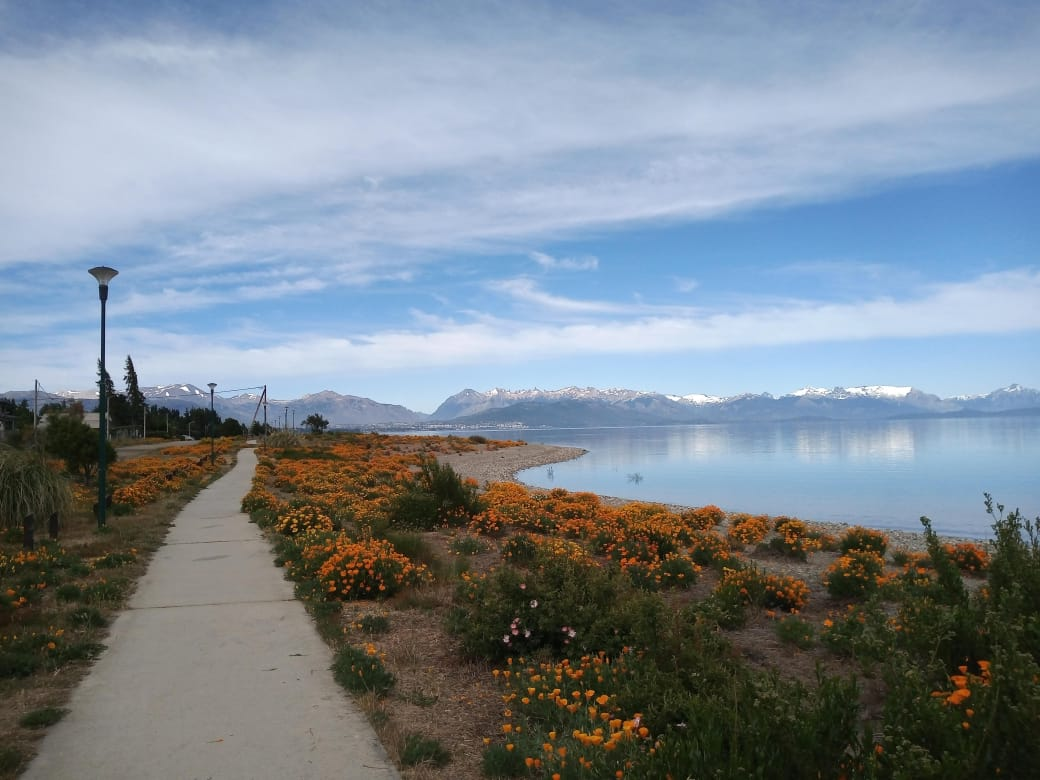
Costanera de la ciudad de Dina Huapi

Se encuentra en la margen sudeste del extremo oriental del lago Nahuel Huapi inmediatamente al sur del nacimiento del río Limay, límite natural de Río Negro con la provincia de Neuquén, sobre la Ruta Nacional 40 a 15 km del centro de San Carlos de Bariloche.

## Geografía física

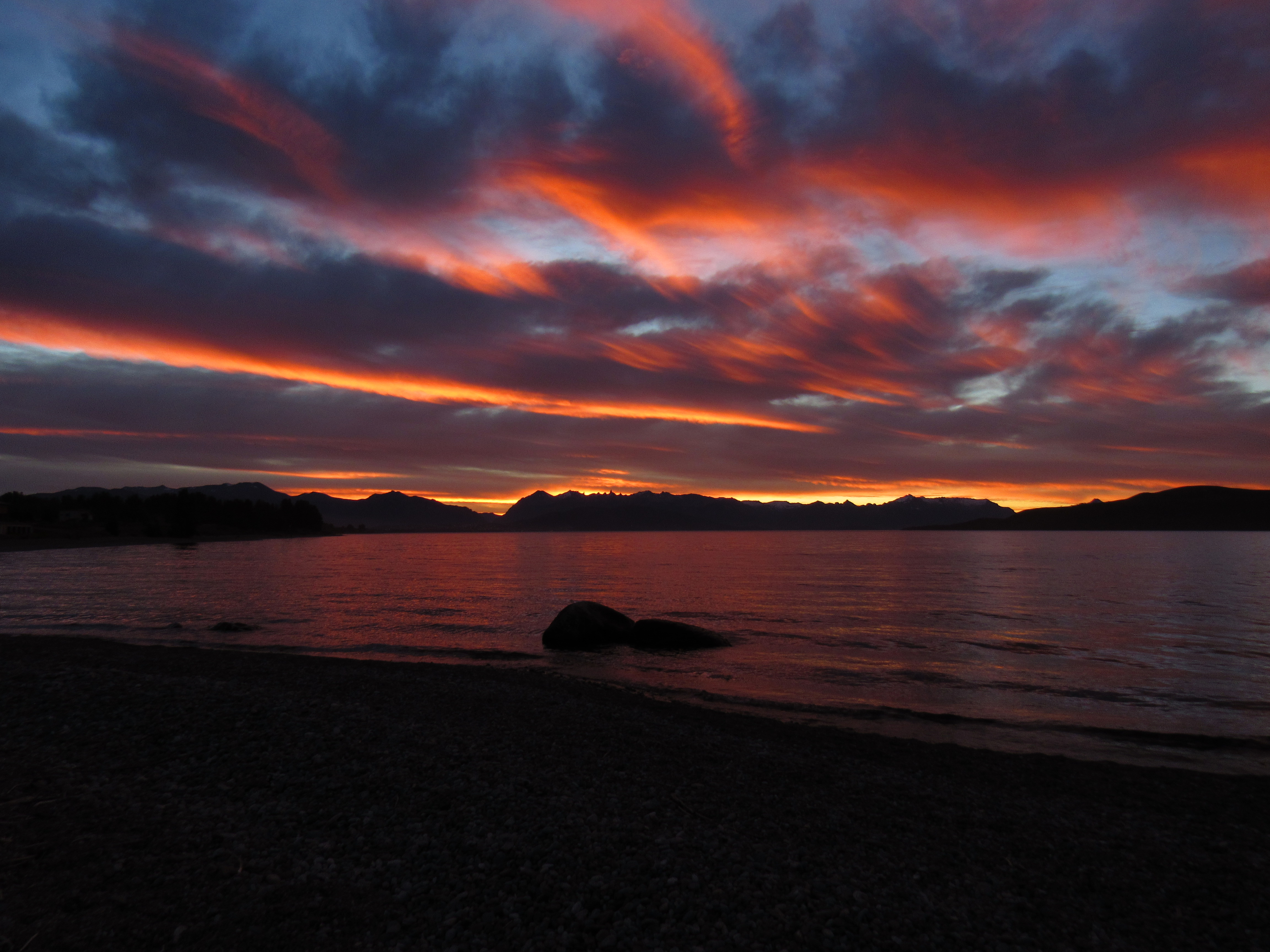
Atardecer en el lago Nahuel Huapi.

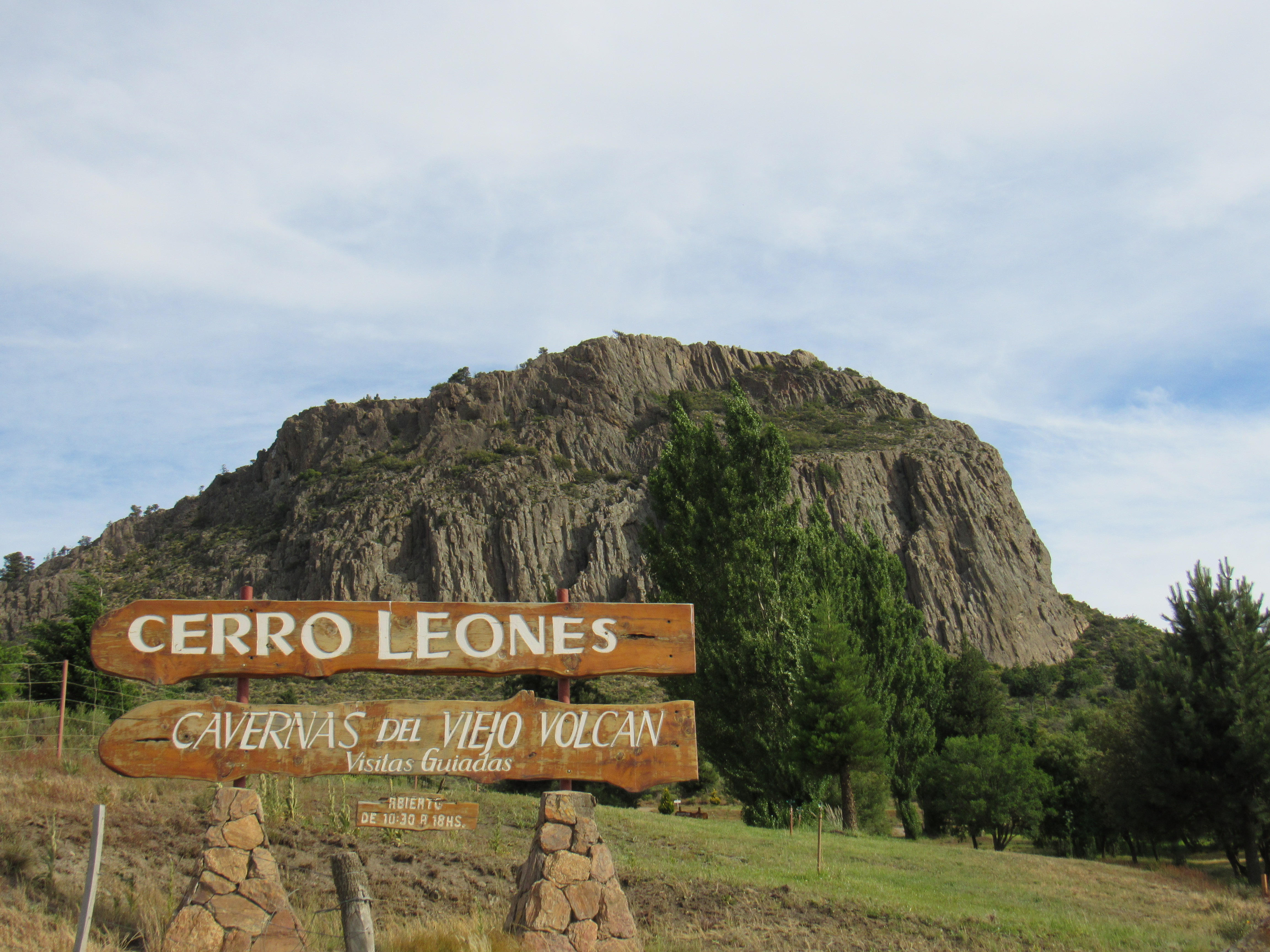
Ingreso al predio del cerro Leones.

Los atractivos turísticos son el cerro Leones, la playa del lago y la tranquilidad y hospitalidad de sus habitantes.

### Clima
El clima de esta localidad es frío, árido y continental. El promedio de precipitación anual es de unos 250 mm anuales, parte en forma de nieve. El promedio del mes de enero es de 17 °C, llegando, Tª absoluta máxima a 36 °C y el de julio es de 0 °C, pudiendo bajar a -22 °C.

## Historia
Forma parte de la historia de la zona la llegada del General Roca a la unión de algunas huellas creadas por los pueblos originarios. Hoy esas huellas son la Ruta Nacional 40 y la Ruta Nacional 23. Algunos grupos indígenas, ya impotentes en el avasallamiento de sus tierras, corridos por las tropas del Ejército Argentino, más algunos inmigrantes europeos y sirio-libaneses decidieron levantar sus casas en aquel lugar, aprovechando el movimiento en la unión de esas huellas. En los alrededores, y favorecidos por la Ley Avellaneda de 1891 que ofrecía tierras a quien lo solicitara, se fueron instalando estancias, dedicadas mayoritariamente a la explotación ganadera ovina. 
Años más tarde, se estableció el ferrocarril hasta San Antonio Oeste. Por aquellos años este puerto era un importante centro de distribución de lana traída desde la Patagonia en carros, para luego ser embarcada hacia Reino Unido, desde donde, convertida en tela, era vendida a todo el mundo.

### Primeros asentamientos
El origen de Dina Huapi es producto del asentamiento de Kristian Hansen y José Brendstrup en la zona, ambos de origen danés.  Aquí se crea el primer tambo lechero que abasteció desde las principales chocolaterías de Bariloche como Fenoglio hasta los hoteles más sofisticados como el Llao Llao. Con el paso del tiempo surge la idea de pasar la ruta nacional 237 cortando al campo en dos para mejorar el acceso a la ciudad de S.C. de Bariloche; por ende los propietarios de estas tierras, deciden fraccionar y vender en los años '70 gran parte de las tierras no cultivadas creando Dina Huapi 1 y 2, uno se ubicaría en la costa Noreste del lago Nahuel Huapi luego del río Ñirihuau hasta casi la intersección con Ruta 23 y la otra fracción, la de mayor superficie, separada de la primera por la ex-ruta 237, se ubica al este de esta misma.
Desde 2013 se realizan tres fiestas importantes en el pueblo, La fiesta de la Estepa y el Sol y el aniversario de Dina Huapi y la mochyfest abergando gente de pueblos vecinos ..
Las primeras viviendas se construyen entre 1974 y 1976. Su crecimiento se hace notorio desde fines de los '80 y continúa en la actualidad, ya que muchos deciden vivir en este lugar, dejando las grandes ciudades. Este lugar es tranquilo y se registra un muy bajo nivel de inseguridad.[cita requerida]
El Parripollo más grande del mundo
El domingo 21 de mayo del 2017 se realizó en la localidad de Dina Huapi el parripollo más grande del mundo, organizado por el Dina Huapi Rugby Club. Se cocinaron más de 1200 pollos destronando a La Pampa que ostentaba el récord de cocinar 1117. 
Se hicieron presentes grandes figuras locales como figuras como Maite Puca, Salomé Báncora, Cristian Ranquehue, Agustín Elvira, Rodrigo Sánchez, Marcial Daos y Luciano Jara. Incluso el "Mencho" Medina Bello mandó un vídeo muy emotivo que conmovió a todo el mundo con un gran mensaje: "El pollo es el condimento de la vida, no se olviden de mí al comer la pata muslo con chimi", sentenció.

## Población
La localidad contó con 3469 habitantes (Indec, 2010), lo que representó un incremento del 69 % frente a los 2043 habitantes (Indec, 2001) del censo anterior. La tasa de crecimiento demográfico con respecto al censo 2001 es 16 %. La población del municipio para el año 2001 era de 849 habitantes.
El censo 2022 arrojó 2.498 viviendas con una población estable de 5.879 habitantes en el municipio.

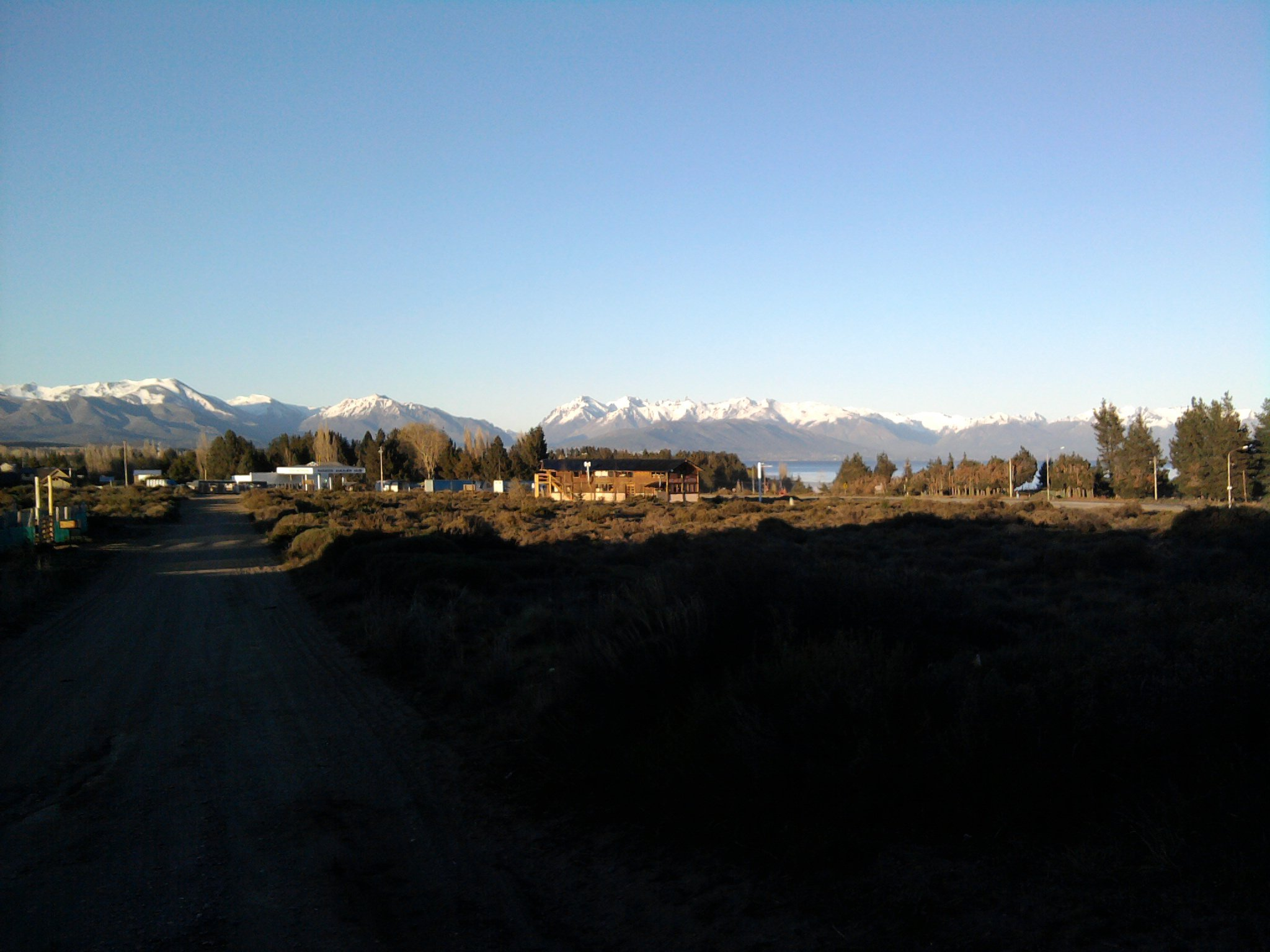
La paz de Dina Huapi

| Gráfica de evolución demográfica de Dina Huapi entre 1991 y 2022 |
|                                                                  |
| Fuente: Censos nacionales del INDEC                              |

## Gobierno
El 15 de abril de 2008 la Legislatura provincial aprobó su transformación en municipio, que fue posteriormente refrendada por un referéndum. Las elecciones fueron en mayo de 2009 y el 1 de junio asumió su cargo el primer intendente municipal, Hugo Cobarrubia. Actualmente el intendente de la localidad es nuevamente Hugo Cobarrubia.

## Vías de comunicación
Está ubicada en la intersección de las rutas nacionales 23 y 40.

## Parroquias de la Iglesia católica en Dina Huapi

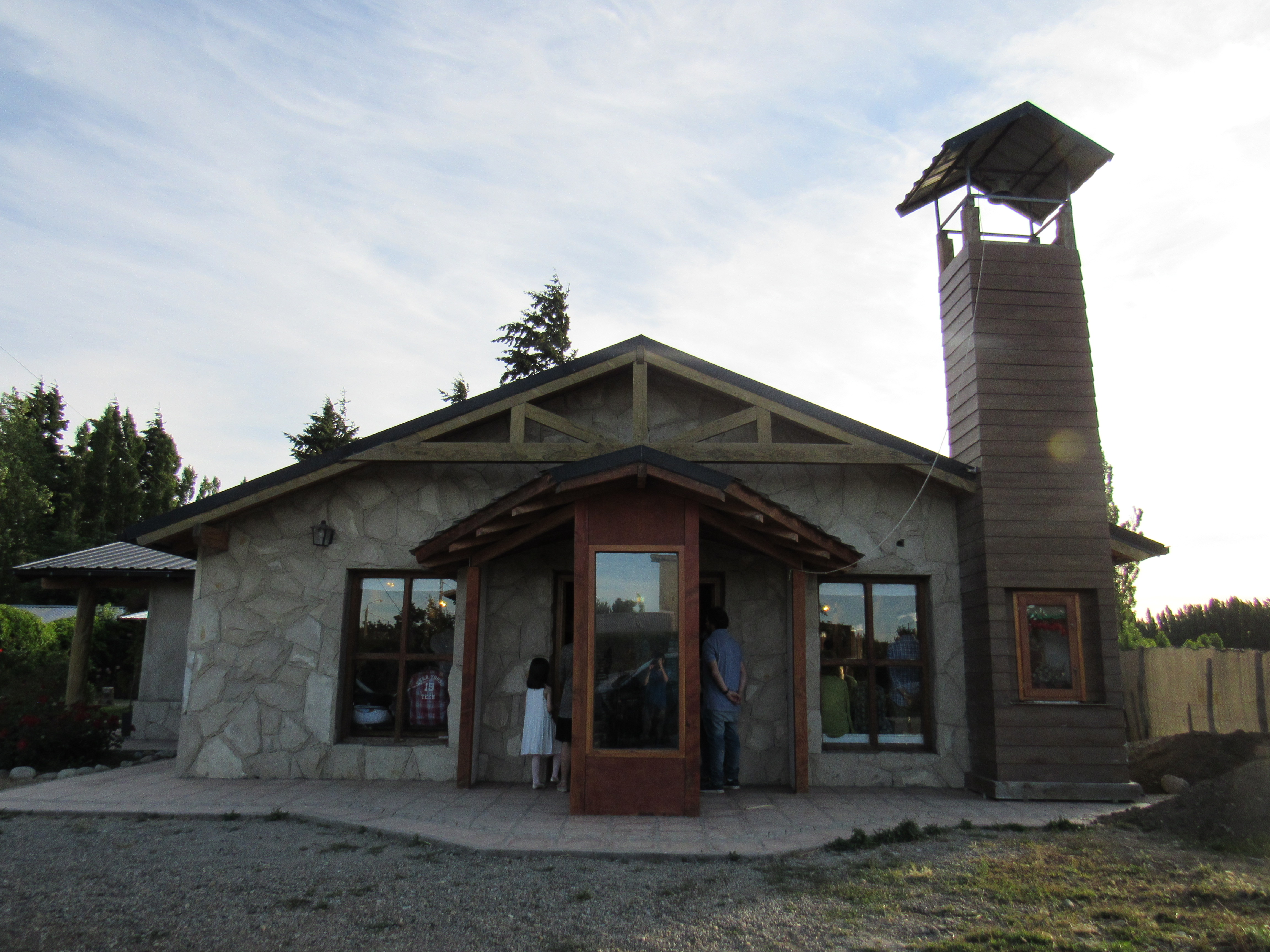
Parroquia San José.

| Diócesis  | San Carlos de Bariloche |
| --------- | ----------------------- |
| Parroquia | San José                |